# Nakajima A2N
Nakajima A2N (яп. 九〇式艦上戦闘機) — серійний палубний винищувач Імперського флоту Японії 30-х років 20 століття.

## Історія створення
У 1928 році Імператорський флот Японії купив у США взірець Boeing 69B (експортний варіант літака Boeing F2B) для порівняльних випробувань з тільки-що прийнятим на озброєння літаком Nakajima A1N. Випробування показали повну перевагу американського літака. Наступного року в США був куплений взірець літака Boeing P-12, який ще більше переважав японський літак. Флот поставив задачу фірмі Накадзіма покращити конструкцію літака Nakajima A1N, щоб подолати відставання від американської техніки.
Роботу виконував колектив конструкторів під керівництвом Такао Йошида. В грудні 1929 року був збудований перший прототип, а незабаром і другий. Конструктивно прототип не дуже відрізнявся від попередника: фюзеляж залишився практично без змін, була перероблена біпланна коробка, конструкція якої нагадувала Boeing 69B. Колеса шасі для зменшення аеродинамічного опору були закриті обтічниками. Силова установка - 
ліцензійний двигун Bristol Jupiter VI потужністю 450к.с. Озброєння - один 7,7-мм кулемет.
Випробування показали, що новий літак практично нічим не перевершив свого попередника, тому прототип був відхилений. 
У травні 1931 року під керівництвом Дзінго Курізара був збудований ще один прототип практично нового літака, який фактично був копією американського Boeing 69B. Цього разу літак повністю задовольняв вимогам замовника - він вийшов легким та маневреним.
Після успішного завершення випробувань літак був прийнятий на озброєння під назвою «Палубний винищувач флоту Тип 90 Модель 1» (A2N1 Модель 1).

## Опис конструкції
Літак Nakajima A2N - класичний біплан змішаної конструкції. Силовий набір літака був металевий з полотняною обшивкою; Набір крил змішаний: лонжерони металічні, нервюри дерев'яні, обшивка полотняна.
На літаку стояв двигун Nakajima Kotobuki-2 потужністю 550 к.с. Озброєння складалось з двох 7,7-мм кулеметів, розташованих на верхньому крилі, поза зоною руху гвинта. Паливний бак був окремим обтічним елементом, який розміщувався під фюзеляжем. Така конструкція, запозичена в Boeing F4B, була невдалою, тому в наступній версії  A2N2 Модель 2, яка стала основною у виробництві, бензобаки розмістили традиційно у фюзеляжі. 
Кулемети, розміщені на крилах, виявились нестійкими, і у версії A2N2 їх розмістили на фюзеляжі, використавши синхронізатор.
У 1933 році з'явилась версія A2N3 Модель 3, наяку ставився потужніший двигун  Nakajima Ha-1 Kotobuki-2 KAI-1 потужністю 585 к.с. Крім того, змінилась конструкція верхнього крила, яке мало V-подібний профіль з кутом 5 градусів.
На базі цієї машини був розроблений двомісний навчальний літак A3N1.
Всього з 1931 по 1935 рік було збудовано більше 100 літаків A2N та 66 літаків A3N.

## Тактико-технічні характеристики (A2N1)

### Технічні характеристики
- Екіпаж: 1 чоловік
- Довжина: 6,18 м
- Розмах крил: 9,37 м
- Площа крил: 19,74 м ²
- Маса порожнього: 1 045 кг
- Маса спорядженого: 1 550 кг
- Двигуни: Nakajima Kotobuki 2
- Потужність: 580 к. с.

### Льотні характеристики
- Максимальна швидкість: 293 км/г на висоті 3000 м
- крейсерська швидкість: 166 км/г
- Швидкість набору висоти 3000 м:  5,75 хв
- Практична дальність: 501 км
- Практична стеля: 9 000 м

### Озброєння
- Кулеметне:2× 7,7 мм кулемети «Тип 97»
- Бомбове:
  - 2 х 30 кг або
  - 1 х 60 кг бомб

## Модифікації
- A2N - прототип (4 екз.)
- A2N1 (Type 90-I) - серійний літак; кулемети розміщувались на верхньому крилі; випущена невелика кількість;
- A2N2 (Type 90-II) - серійний літак; кулемети розміщені на носовій частині; паливний бак розміщений всередині фюзеляжу;
- A2N3 (Type 90-III) - серійний літак; потужніший двигун Nakajima Ha-1 Kotobuki-2 KAI-1 (585 к.с.); новий профіль верхнього крила
- A3N1 - двомісний навчальний літак

## Історія використання
Літаки Nakajima A2N швидко завоювали міжнародне визнання завдяки створеній пілотажній групі «Цирк Генди», в яку входили офіцери флоту, майстри пілотажу Генда, Номура та Окамура. Група гастролювала по світу, показуючи свою майстерність .
Літаки Nakajima A2N базувались на японських авіаносцях «Хошо», «Каґа» та «Рюдзьо». З початком японсько-китайської війні вони взяли активну участь у бойових діях.
На початковому етапі вони переважали китайські ВПС, озброєні застарілими літаками. Але з вересня 1937 року в Китай почала надходити нова авіаційна техніка, в тому числі з СРСР, з якого прибули не тільки нові літаки, але й досвідчені льотчики-добровольці. 
Боротись на рівних з І-15 та І-16 не могли не тільки Nakajima A2N, але й новіші Nakajima A4N. Тому, щоб уникнути неминучих втрат, вони поступово замінювались новими монопланами Mitsubishi A5M. До листопада 1937 році всі Nakajima A2N були переведені з авіаносців у тилові частини. Частина з них була перероблена у навчальні літаки A3N.